# Gutachtenstil
Als Gutachtenstil bezeichnet man in Deutschland die Darstellung der rechtlichen Lösung erdachter Sachverhalte in Form des Justizsyllogismus. Die Textgattung des Gutachtens spielt eine überragende Rolle im juristischen universitären Lehrbetrieb, im Referendarexamen sowie im Assessorexamen.

## Methode des Justizsyllogismus
Zu Beginn wird die zu beantwortende Rechtsfrage aufgeworfen und im Folgenden unter Heranziehung der einschlägigen Rechtsnormen im Wege der Subsumtion beantwortet. Dabei wird der Obersatz jedoch nicht als Frage-, sondern als Aussagesatz formuliert. Am weitesten verbreitet ist hierfür die Verwendung des Potentialis, teilweise wird in der Literatur jedoch auch der Indikativ mit Konditionalgefüge propagiert.
Beispiel:
Es wird ein Obersatz gebildet
„Indem A dem B eine Schnittwunde beibrachte, könnte er eine Körperverletzung gemäß § 223 Abs. 1 StGB begangen haben.“
Dann werden die Voraussetzungen aufgestellt
„Dazu müsste A den B körperlich misshandelt oder an der Gesundheit geschädigt haben.“
Sodann wird definiert
„Eine körperliche Misshandlung ist eine üble unangemessene Behandlung, die das körperliche Wohlbefinden oder die körperliche Integrität mehr als nur unerheblich beeinträchtigt.“
Dann wird subsumiert, also der Fall unter die Definition gebracht
„Hier hat A dem B eine Schnittwunde beigebracht. Dadurch hat er die körperliche Integrität beeinträchtigt.“
Dann folgt das Ergebnis
„Daher hat A eine Körperverletzung begangen.“
Die Ausführlichkeit der Erörterungen hängt davon ab, ob und inwieweit die Subsumtion der einzelnen Sachverhaltsmerkmale problematisch ist oder nicht. Ein gelungenes Gutachten zeichnet sich auch durch eine angemessene Gewichtung der Erörterungen aus, damit können auch Gutachten sprachlich ansprechend dargestellt werden. Das heißt: Problematisches lang im Gutachtenstil, Unproblematisches kurz im Urteilsstil.
Im scharfen Gegensatz zum Gutachtenstil steht in der Praxis von Rechtsprechung und Verwaltung der für Entscheide und Bescheide verwendete Urteilsstil. Hier wird ein Ergebnis vorangestellt und sodann erst systematisch begründet. Im Beispiel: „A hat eine Körperverletzung begangen, denn er hat dem B eine Schnittwunde beigebracht und ihn daher an der körperlichen Integrität geschädigt.“ Der Urteilsstil ist zu erkennen an Wörtern wie denn oder weil. Studentische Ausarbeitungen sind in aller Regel im Gutachtenstil abzufassen.

## Geschichte

### Relationstechnik der Reichsgerichte
Schon der Name Gutachtenstil deutet an, auf welche Situation der Gutachtenstil zurückgeht: Die Berichterstattung in einem Kollegialgericht. Das bis in die Gegenwart gelehrte universitäre Gutachten ist gleichsam eine aus didaktischen Gründen um die prozessualen und beweisrechtlichen Fragen reduzierte Version. Da die volle prozessuale Würdigung der praktischen Ausbildung im Rahmen des Referendariats vorbehalten ist, steht im Rahmen der wissenschaftlichen Ausbildung der Sachverhalt stets fest.
Die historische Wurzel des Gutachtenstil wird in der Relationstechnik von Reichskammergericht und Reichshofrat vermutet. Hierbei hatten ein oder zwei Richter als Referenten dem jeweiligen Spruchkörper einen Bericht vorzulegen, der folgenden Inhalt hatte:
1. species facti, d. h. einen der klassischen Rhetorik folgenden Sachbericht und
2. ein Gutachten mit folgendem – prinzipiell bis heute geltenden – Aufbau:
  1. quae sit actio?,
  2. an sit fundata? (Schlüssigkeit),
  3. an sit probata? (Beweis),
  4. an sit exceptione elisa? (Einreden).

Nachdem sich diese Methode zunächst zum gerichtsinternen Standard entwickelt hatte, wurde sie bald auch außerhalb übernommen. Ab 1570 forderte das Gericht von künftigen Mitgliedern der Gelehrtenbank Proberelationen, ein Beispiel dem viele andere Gerichte bald folgten. Die veröffentlichten Gutachten des Gerichts sowie zahlreiche Anleitungsbücher des 16. Jahrhunderts belegen, dass diesen Gutachten noch der logische Rigor fehlte und ihnen zahlreiche scholastische Elemente, wie die Auflistung von dubia, rationes dubitandi et decidendi und conclusum, eigneten.

### Auskultatur und Referendariat im Preußen des 18. Jahrhunderts
Der Übergang zur modernen Relationstechnik und besonders die Loslösung des Gutachtens für den universitären Gebrauch kann rechtsgeschichtlich bislang nicht klar belegt werden, jedoch kann eine herausragende Rolle der preußischen Juristenausbildung seit dem frühen 18. Jahrhundert als wichtiger Faktor gelten. Die praktische Ausbildung war zweistufig und bestand aus Auskultatur und Referendariat und wurde bald zur Zulassungsvoraussetzung für jede juristische Profession. Die Ausbildung bestand hierbei in zivil- und kriminalrechtlichen Relationsübungen; ab 1755 waren im zweiten und dritten Staatsexamen Proberelationen Prüfungsbestandteil. Inhalt und Aufbau dieser Relationen richtete sich seit 1781 auf Grundlage der Allgemeinen Gerichtsordnung nach dem Vorbild des Reichskammergerichts.
Anhand der Vorgaben der Appellationsgerichte Naumburg und Frankfurt an der Oder von 1852 sowie des Standardlehrbuchs von Daubenspeck (Referat, Votum und Urtheil) aus dem Jahre 1884 kann nachgewiesen werden, dass an diese Relationen im Gutachtenteil weitgehend dieselben Ansprüche gestellt wurden, wie an heutige Gutachten, d. h.
1. umfassende rechtliche Würdigung aller relevanten Rechtsfragen,
2. umfassende Auswertung der wissenschaftlichen Literatur,
3. Abschweifungen, die die Sache nicht fördern, sind zu unterlassen.[2]

### Universitäre Falllösung im 19. und 20. Jahrhundert
Die Erhebung der Lösung von Fällen im Gutachtenstil zur fast alleinigen universitären Prüfungsleistung in Deutschland ist ein Produkt des 19. und 20. Jahrhunderts. Galt die Falllösung zwar als eigentlich unwissenschaftlich, wurde sie als didaktisches Mittel ab 1788 im preußischen Stundenplan eingerichtet; ab 1869 wurden an allen preußischen Universitäten akademische Übungen gegeben, deren Besuch ab 1897 verpflichtend für die Zulassung zum ersten Examen war. Der Inhalt war zwar zunächst vergleichsweise frei. Auch in den Examina existierten nach wie vor auch theoretische Aufgaben. Von Liszt empfahl die Falllösung schon 1886 als Prüfungsleistung. Seit Ende des 19. Jahrhunderts hielt die Lösung von Fällen immer stärkeren Einzug in die Examensaufgaben der staatlichen Prüfungsämter und beeinflusste somit auch die Prüfungspraxis der Universitäten. Seine bis heute anhaltende unbestrittene Dominanz in der universitären Prüfungspraxis entfaltete das Gutachten erst nach dem Zweiten Weltkrieg.

## Internationaler Vergleich
Der Gutachtenstil ist ein Unikum der deutschen Juristenausbildung. Dort wird er meist weder historisch noch philosophisch reflektiert als „von geradezu apriorischer Evidenz“ hingenommen und besonders in den ersten Semestern als „Standeskunst“ in Übungen und einem unüberschaubaren Markt an Ausbildungsliteratur gelehrt. Die praktische Falllösung spielt demgegenüber in der universitären Ausbildung fast aller Staaten meist eine der abstrakt-theoretischen Wissensvermittlung neben- oder gar völlig untergeordnete Rolle. So ist in Frankreich der commentaire d’arrêt, d. h. die Urteilsanmerkung, gegenüber der praktischen Falllösung in Form des cas pratique in travaux dirigés und Prüfung weitaus verbreiteter. Selbst der cas pratique entspricht dabei keinesfalls der – aus französischer Sicht uneleganten – Lösung im Justizsyllogismus. Auch US-amerikanische law schools fordern gelegentlich die Lösung von hypotheticals, also erdachten Fällen. Die geforderte Systematik ist jedoch sehr frei und erreicht nicht annähernd die gedankliche Strenge des Gutachtenstils; am ehesten verwandt ist ihm die Lösung in der auch in der Praxis gebräuchlichen IRAC formula (issue, rule, analysis, conclusion).